# Zvětrávání

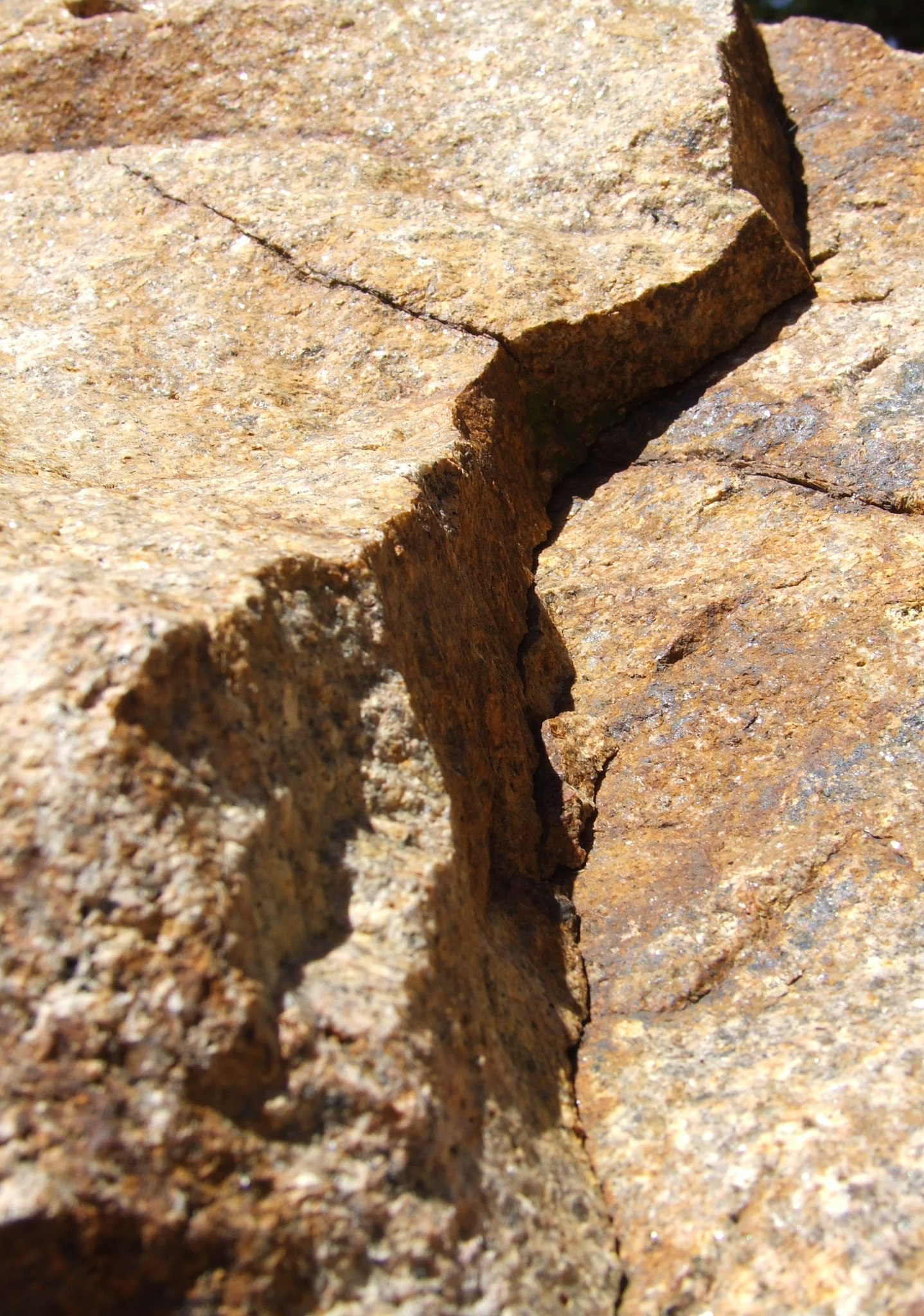
Puklina, vzniklá v důsledku fyzikálního zvětrávání

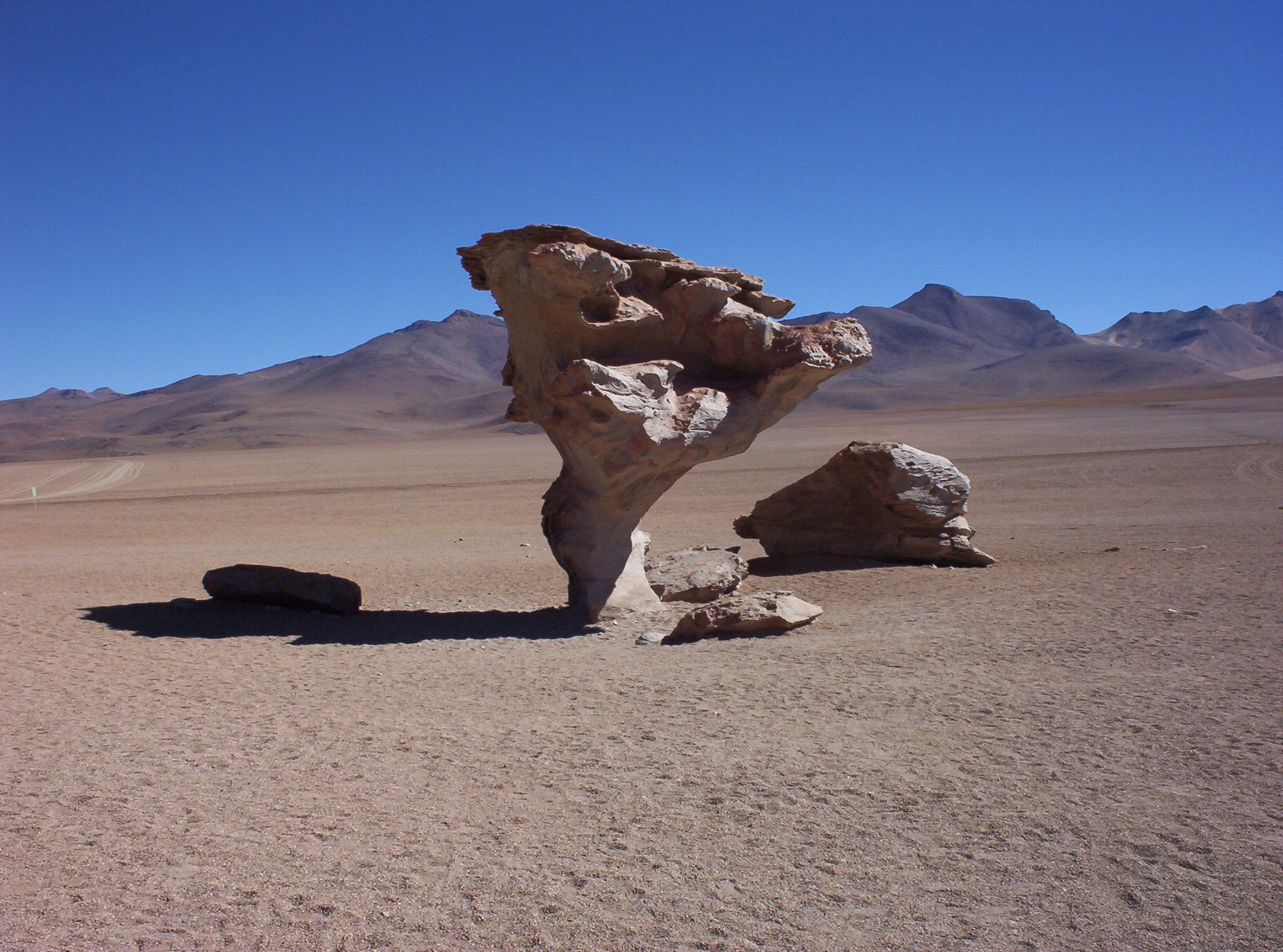
„Kamenný strom“ v bolivijské poušti Siloli, vzniklý mrazovým zvětráváním

Zvětrávání je označení pro proces, při kterém dochází k působení chemických, fyzikálních, či biologických sil na obnažené horniny. Zvětrávání může v průběhu miliónů let vést k rozpadu hornin a následné erozi, které vedou k celkovému přetvoření tváře krajiny. Rychlost zvětrávání závisí na složení horniny, na klimatických podmínkách atd.
Zvětrávání můžeme rozdělit podle převládajícího typu působící síly na:
- fyzikální (mechanické),
- chemické,
- biologické.

## Fyzikální (mechanické) zvětrávání
Fyzikální zvětrávání je proces, při kterém dochází k rozpadu hornin, aniž by nastaly výraznější změny v jejich chemickém složení. Jeho příčinou jsou změny v intenzitě insolace, což vede k tepelným i objemovým změnám v povrchové vrstvě hornin. Jelikož jsou veškeré horniny složeny z různé kombinace minerálů, mají všechny horniny určitou teplotně-tlakovou mez, při které přestávají být stálé a při které dochází k poruše jejich celistvosti vlivem praskání atd. (odolnost minerálů souvisí s obráceným Bowenovým reakčním schématem). Vlivem tektonické činnosti a následné denudace (obnažení) hornin dochází k jejich vystavení rozdílným teplotním a tlakovým podmínkám. Postupné ubývání teploty a tlaku vede ke chladnutí hornin, což má za následek jejich smršťování a popraskání, či rozpukání. Kapalná voda, pronikající do vzniklých puklin, se následně přeměňuje na led, což má za následek zvětšující se tlak v puklinách a odtrhávání části skalního masívu (led má tendenci zvětšovat svůj objem při přechodu na pevnou fázi, změna může dosáhnout až 1/10 objemu). Pravidelné opakování rozmrzání a zamrzání vody v puklině má za následek její zvětšování. Odborně se tento proces nazývá mrazové zvětrávání a je typická pro obnažené vrcholky hor. Druhým důležitým faktorem je působení teploty, kdy vlivem ohřívání a chladnutí tělesa dochází k jeho smršťování (kontrakci) a roztahování (expanzi), což způsobuje v extrémních případech až roztrhání horniny. Teplotní působení je typické pro pouštní oblasti, kde rozdíl mezi dnem a nocí může dosahovat až 60°C (Alpy, Himálaje, horské oblasti ve Walesu atd.).

## Chemické zvětrávání
Chemické zvětrávání je typ zvětrávání, během kterého dochází k rozkládání určitých horninových minerálů a k následnému vytvoření minerálů nových. Chemické zvětrávání je závislé na teplotě a vlhkosti. Čím jsou obě veličiny větší, tím rychleji k zvětrávání dochází. Atmosférická voda reaguje se vzdušným oxidem uhličitým, což má za následek vznik kyselého roztoku, který rozpouští určité minerály během vsakování do půdy. Vznikají krasové oblasti. Dalším významným reakčním činidlem je podzemní a mořská voda, která má schopnost reagovat s jinými druhy minerálů (slídy, živce mohou reagovat za vzniku jílů a kaolinitů). Další chemické zvětrávání je typické pro horniny obsahující železo, které reagují za vzniku oxidu železitého, jenž je charakteristický svojí načervenalou barvou (typické pro oblasti savan). Posledním druhem je zvětrávání podmořské, při kterém se v puklinách v kamenech pod mořem ukládá sůl, která krystalizuje a tím trhá strukturu kamene.
Základními chemickými procesy u zvětrávání jsou: rozpouštění, hydratace, iontová výměna, oxidace/redukce a reakce s organickou hmotou.

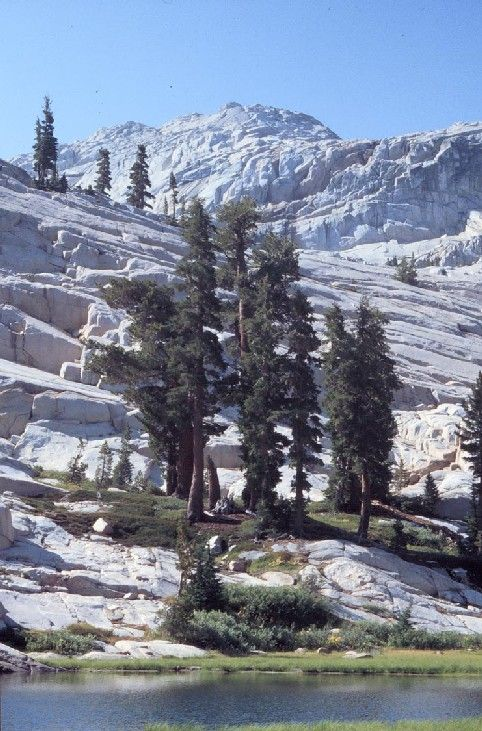
Ukázka biologického zvětrávání

## Biologické zvětrávání
Dalším důležitým faktorem pro zvětrávání jsou živoucí organismy, a to převážně mikroorganismy, které reagují s horninami, čímž vyvolávají jejich biochemický rozklad. Nejčastější je rozklad lišejníky, rozšířenými po celé Zemi. Lišejníky uvolňují kyselinu, která rozrušuje horniny, což má za následek vznik půd. Větší organismy se dále podílejí na rozrušování hornin například kořenovým systémem, který je schopen se dostat do menších puklinek a následně rozervat skalní masiv. Na druhou stranu kořenový systém funguje i jako tmel, který zabraňuje dalšímu fyzikálnímu rozrušování vlivem teploty a tlaku. Nejdůležitějším organismem, ovlivňujícím tvář Země, je v posledních stoletích člověk, který je schopen přetvářet rozsáhlá území svojí povrchovou i podpovrchovou důlní činností.

## Kombinace zvětrávání
Na Zemi se ve většině případů setkáváme s tím, že se 3 základní typy zvětrávání navzájem prolínají a že působí za vzájemné spoluúčasti a při vzájemném doplňování. Pro určité oblasti jsou charakteristické různé kombinace zvětrávání, které v dané oblasti většinou převládají a které mají hlavní charakter. Musíme však mít na paměti, že se ve většině případů nejedná o působení v oblasti jediné.

## Zvětralinový plášť
Zvětráváním vzniká různě mocný zvětralinový plášť, na němž dochází ke tvorbě půdy, která později podléhá vlivům eroze. Eroze následně může odnášet zvětraliny (rezidua) na nová místa, kde vzniká nános sedimentů. Během přenosu je zvětralina dále vystavována rušivým účinkům, které materiál zmenšují a třídí.